# Enrique Daniel Sansone
Enrique Daniel Sansone (n. 1954, Salta) es un comerciante y político argentino que actualmente se desempeña como diputado provincial en representación de la capital en la Cámara de Diputados de la Provincia de Salta.

## Biografía
Es hijo de Adolfo Sansone quien en 1971 fundó Sansone Materiales, un corralón que con los años sería cada vez más grande.
Daniel junto a su hermano Guillermo ayudaron a su padre en la empresa familiar y cuando este falleció se hicieron cargo de la misma. En el ´76 empezaron a comercializar tacos Fisher y en ´85 también hicieron acuerdos con Loma Negra siendo esta una época muy buena para la empresa.
A lo largo de esos años, mantuvieron las ventas, diversificaron la oferta y también llegaron a nuevos clientes. Pero debido a las reiteradas crisis en Argentina, en los ‘90 tomaron caminos separados. Guillermo se quedó con los negocios en Jujuy y Daniel se hizo cargo de Sansone Materiales en Salta.
Daniel Sansone sacó a flote su negocio en las épocas más complejas de la economía de Argentina, aunque asegura que los años de estudio de ingeniería y abogacía no le enseñaron tanto como su papá esas tardes en que lo dejaba reflexionando en su oficina.
Del 2001 al 2010, su empresa tuvo un crecimiento exponencial porque supo aprovechar las épocas de crecimiento y también capitalizar las oportunidades que surgieron en los momentos de crisis.
El secreto de Sansone fue reinventarse porque, así como la economía argentina siempre fue fluctuante, la demanda también. En este contexto, la necesidad de incorporar novedades para la venta fue evidente y el pavimento articulado apareció entonces como una gran apuesta de la empresa familiar que hasta instaló una fábrica en el Parque Industrial para elaborarlo.
Sansone tiene cinco hijos de los cuales tres de ellos se dedican a la empresa familiar y otra es Sabrina Sansone, secretaria de cultura del gobierno de Gustavo Sáenz y ex-coach del programa Bailando por un Sueño conducido por Marcelo Tinelli.

### Carrera política
Su primera participación política se da en el año 2019 cuando se presenta como tercer candidato a diputado provincial por la capital por el Partido Identidad Salteña por detrás de Matías Cánepa y Socorro Villamayor. Los 48.238 votos obtenidos en las elecciones generales de ese año significaron la obtención de dos bancas para el espacio por lo tanto Sansone no ingresó a la Cámara pero Matías Cánepa pidió licencia para asumir como Ministro de Educación por lo que Daniel asumió como diputado en su lugar hasta la finalización de la licencia o del mandato.
Desde su banca Sansone se manifestó en contra de la corrupción de Urtubey y lo denunció en el recinto. También presidió la comisión investigadora del accionar del diputado Héctor Chibán cuando este tuvo un altercado en el ingreso a Salta que finalmente terminó en su absolución. Presentó también un proyecto para regular la pauta publicitaria ya que según él se limitaba a los grandes medios y con su proyecto buscaba democratizar el acceso. En junio de 2021 fue novedad ya que su propio bloque Salta Tiene Futuro votó mayoritariamente en contra de la cuestión de privilegio que buscaba conformar la comisión investigadora del accionar de Omar Exeni debido al cobro irregular del ATP. Sus propios aliados votaron en contra con un total de 25 votos mientras que la oposición y algunos diputados saencistas votaron a favor aunque no alcanzaron los dos tercios al obtener solo 22 votos.
También denunció a Pablo Ismael Outes por obligar a las intendencias de la provincia de Salta a comprarles adoquines a su empresa a cambio de recibir fondos provinciales. Sansone sostuvo que esas intendencias luego le tenían que comprar a su propia empresa por la mala calidad del producto ofrecido por Outes además de la poca infraestructura para brindar adoquines a toda la provincia.